# Kentucky Horse Park

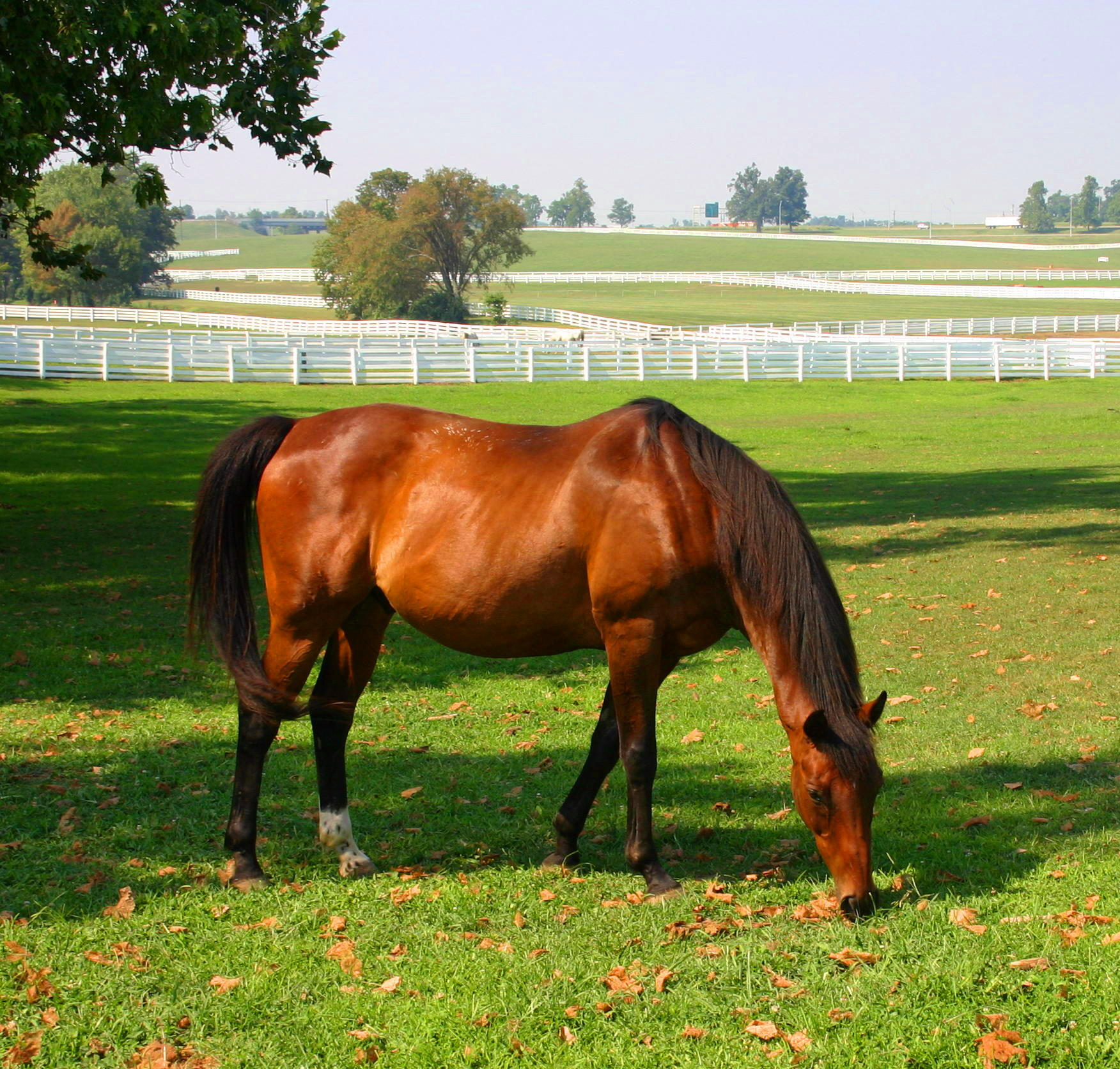
Un cheval à la ferme d'élevage du Kentucky Horse Park.

Le Kentucky Horse Park est une ferme d'élevage et un parc à thème éducatif autour du cheval, à Lexington dans le Kentucky. Ouvert en 1978, il a notamment accueilli les jeux équestres mondiaux de 2010.
De nombreux champions de courses hippiques viennent y passer leur retraite, soit qu'ils soient hongres, impropres à la reproduction ou simplement retirés de la monte. Du côté des purs sang, citons les cracks Forego (élu cheval de l'année trois années consécutives), Cigar (champion aux 16 victoires consécutives, élu meilleur cheval américain des années 90), John Henry (élu meilleur cheval américain des années 80) et les grands vainqueurs classiques que furent Point Given, Bold Forbes, Alysheba, Funny Cide ou Go For Gin. Des trotteurs, des ambleurs et des quarter-horse fameux sont également passés par le parc. 